# جيمي والش (لاعب كرة قاعدة)
جيمي والش (بالإنجليزية: Jimmy Walsh)‏ هو لاعب كرة قاعدة أمريكي، ولد في 25 مارس 1886 في ليما في الولايات المتحدة، وتوفي في 21 يناير 1947 في بالتيمور في الولايات المتحدة.

## وصلات خارجية
- جيمي والش على موقعبيزبول رفرنس.كوم (الدوري الرئيسي) (الإنجليزية)
- جيمي والش على موقعبيزبول رفرنس.كوم (الدوري الثانوي) (الإنجليزية)
- جيمي والش على موقع مشجعي الرسوم البيانية (الإنجليزية)